# Henik Luiz de Andrade
Henik Luiz de Andrade, meglio noto come Henik (Astorga, 8 settembre 1989), è un calciatore brasiliano, centrocampista del Caravaggio-SC.

## Palmarès

### Club

#### Competizioni statali
- Campionato Catarinense: 1

Criciúma: 2013